# Coteau

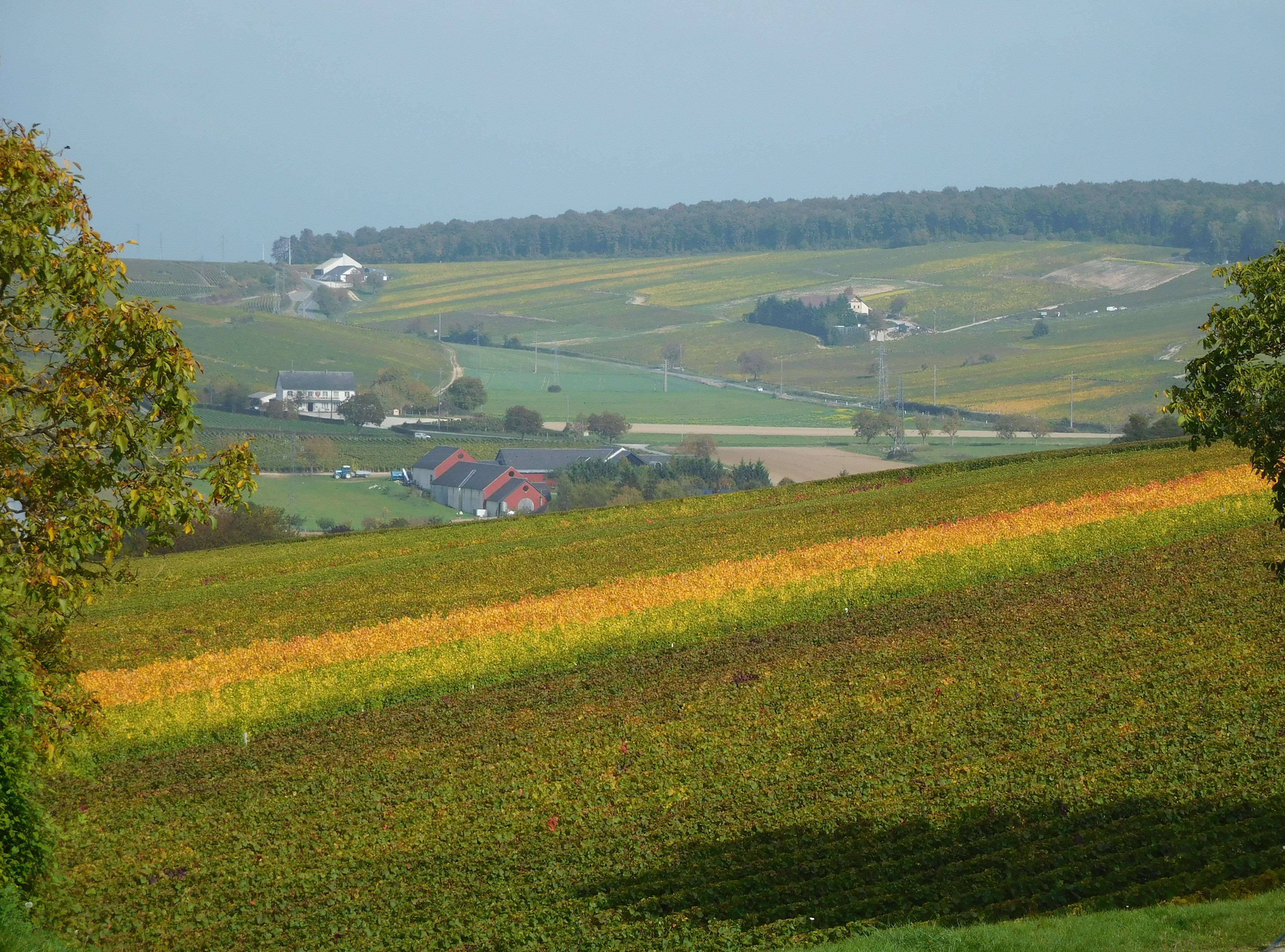
Coteaux du Sancerrois.

Pour l’article ayant un titre homophone, voir Koto.
Cet article possède un paronyme, voir Kotto.

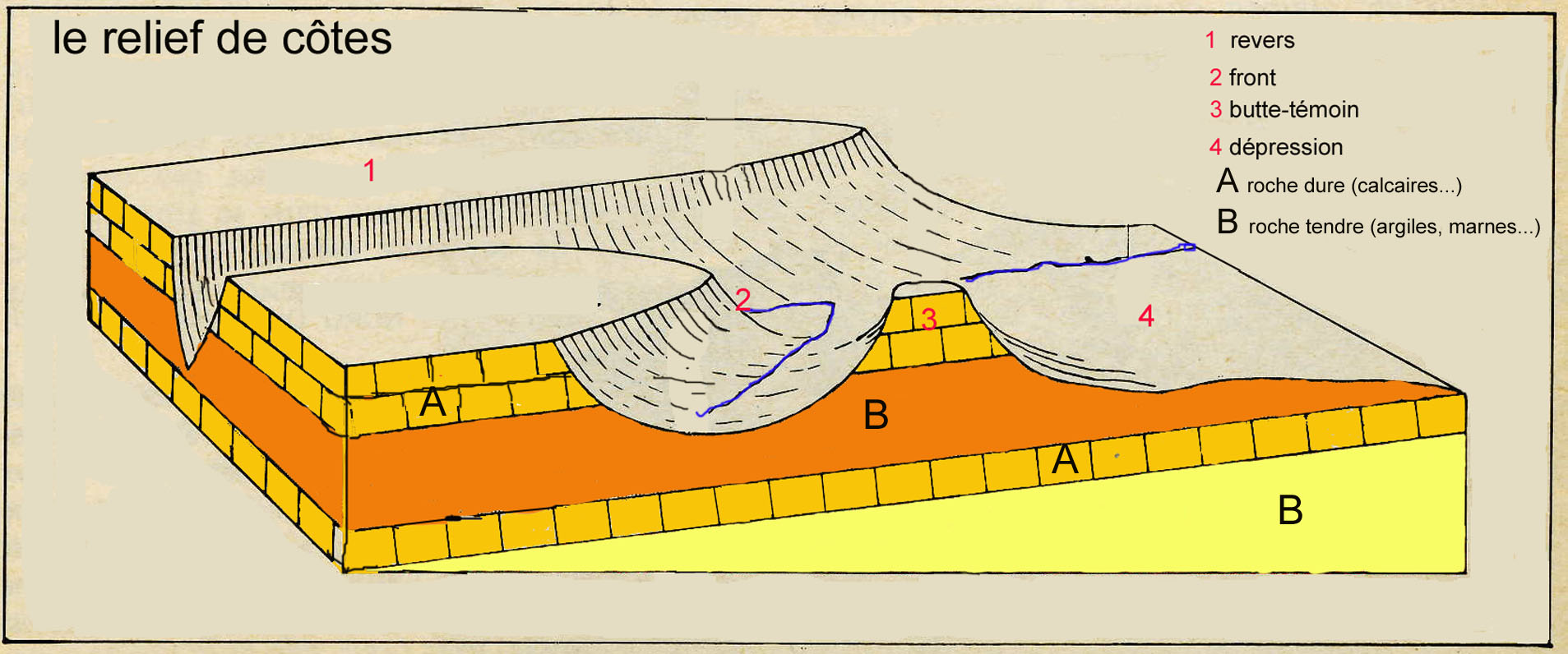
Schéma d'un relief de cuesta. L'annotation A se traduit sur le front de la cuesta (son côté le
plus raide) par une corniche, B par un talus, A + B formant le coteau.

Un coteau est un espace en pente situé généralement sur les flancs d'une petite colline ou en rebord d'un plateau. En géomorphologie, ce terme général désigne plus spécifiquement un versant de faible amplitude formé par une corniche surmontant un talus.
Dans de nombreuses régions, ils offrent des terrains propices à la culture de la vigne, là où d'autres cultures auraient été malaisées. Par conséquent, les coteaux sont souvent devenus des terrains viticoles faisant ainsi entrer le terme dans le nom de nombreux domaines et AOC (comme le coteaux-champenois, le coteaux-d'aix-en-provence ou le coteaux-du-layon).

### Articles liés
- Cuesta
- Escarpement
- Coteau de Guérande